# Guarnición de Ejército Paso de los Libres
La Guarnición de Ejército (Guar Ej) «Paso de los Libres» es una base del Ejército Argentino localizada en la provincia de Corrientes. Aloja al Grupo de Artillería de Monte 3 y la Sección de Inteligencia de Monte «Paso de los Libres», ambos dependientes de la III Brigada de Monte con sede en Resistencia.

## Historia
Desde principios del siglo XX, el Grupo de Artillería de Monte 3 tuvo su asiento en Paso de los Libres.
En 1982, esta guarnición fue epicentro del alistamiento y despliegue del Regimiento de Infantería 5 y del Grupo de Artillería 3, bajo la conducción del teniente coronel Martín Balza.
En 1992, el Ejército Argentino llevó a cabo una reestructuración para reducir costos. La Escuela de Artillería (Ec A) «Tte. Grl. Eduardo Lonardi» se radicó en los cuarteles de Paso de los Libres para constituir el Grupo de Artillería 3-Escuela. En 2003, la Ec A se mudó a la Guarnición de Ejército «Campo de Mayo».